# Magyarország a 2023. évi téli universiadén
Magyarország az Amerikai Egyesült Államokbeli Lake Placidban megrendezett 2023. évi téli universiade egyik részt vevő nemzete volt.

## Alpesisí
Versenyző adatai:
| Név            | Kor (2023. január 12. szerint)  | Születési hely | Egyesület            | Felsőoktatási tanintézet                       |
| Nagy Bence     | 1998. augusztus 3. (24 évesen)  | –              | Rozmaring SE         | Budapesti Corvinus Egyetem                     |
| Tausz András   | 2001. április 9. (21 évesen)    | –              | Körte SE             | Budapesti Műszaki és Gazdaságtudományi Egyetem |
| Hozmann Szonja | 2001. április 27. (21 évesen)   | Budapest       | Procelero SE         | University of Innsbruck                        |
| Junia Brigitta | 2001. október 26. (21 évesen)   | –              | Snowline BSC         | Magyar Testnevelési és Sporttudományi Egyetem  |
| Majtényi Hanna | 2001. augusztus 19. (21 évesen) | –              | Callberg Sportiskola | Magyar Testnevelési és Sporttudományi Egyetem  |

Férfi
| Versenyző    | Versenyszám      | 1. futam      | 1. futam      | 2. futam      | 2. futam      | Összesítés | Összesítés |
| Versenyző    | Versenyszám      | Idő           | Hely.         | Idő           | Hely.         | Idő        | Helyezés   |
| ------------ | ---------------- | ------------- | ------------- | ------------- | ------------- | ---------- | ---------- |
| Nagy Bence   | Műlesiklás       | nem ért célba | nem ért célba | kiesett       | kiesett       | kiesett    | kiesett    |
| Nagy Bence   | Óriás-műlesiklás | nem ért célba | nem ért célba | kiesett       | kiesett       | kiesett    | kiesett    |
| Tausz András | Műlesiklás       | 59,12         | 49.           | nem ért célba | nem ért célba | kiesett    | kiesett    |
| Tausz András | Óriás-műlesiklás | nem ért célba | nem ért célba | kiesett       | kiesett       | kiesett    | kiesett    |

| Versenyző  | Versenyszám | Szuperóriás-műlesiklás | Szuperóriás-műlesiklás | Műlesiklás | Műlesiklás | Összesítés | Összesítés |
| Versenyző  | Versenyszám | Idő                    | Hely.                  | Idő        | Hely.      | Idő        | Helyezés   |
| ---------- | ----------- | ---------------------- | ---------------------- | ---------- | ---------- | ---------- | ---------- |
| Nagy Bence | Összetett   | nem ért célba          | nem ért célba          | kiesett    | kiesett    | kiesett    | kiesett    |

Női
| Versenyző      | Versenyszám            | 1. futam      | 1. futam      | 2. futam      | 2. futam      | Összesítés | Összesítés |
| Versenyző      | Versenyszám            | Idő           | Hely.         | Idő           | Hely.         | Idő        | Helyezés   |
| -------------- | ---------------------- | ------------- | ------------- | ------------- | ------------- | ---------- | ---------- |
| Hozmann Szonja | Műlesiklás             | nem ért célba | nem ért célba | kiesett       | kiesett       | kiesett    | kiesett    |
| Hozmann Szonja | Óriás-műlesiklás       | nem ért célba | nem ért célba | kiesett       | kiesett       | kiesett    | kiesett    |
| Hozmann Szonja | Szuperóriás-műlesiklás |               |               |               |               | 55,63      | 25.        |
| Junia Brigitta | Műlesiklás             | nem ért célba | nem ért célba | kiesett       | kiesett       | kiesett    | kiesett    |
| Junia Brigitta | Óriás-műlesiklás       | 1:11,95       | 56.           | 1:11,56       | 42.           | 2:23,51    | 42.        |
| Majtényi Hanna | Műlesiklás             | nem ért célba | nem ért célba | kiesett       | kiesett       | kiesett    | kiesett    |
| Majtényi Hanna | Óriás-műlesiklás       | 1:09,37       | 49.           | nem ért célba | nem ért célba | kiesett    | kiesett    |
| Majtényi Hanna | Szuperóriás-műlesiklás |               |               |               |               | 56,92      | 30.        |

| Versenyző      | Versenyszám | Szuperóriás-műlesiklás | Szuperóriás-műlesiklás | Műlesiklás | Műlesiklás | Összesítés | Összesítés |
| Versenyző      | Versenyszám | Idő                    | Hely.                  | Idő        | Hely.      | Idő        | Helyezés   |
| -------------- | ----------- | ---------------------- | ---------------------- | ---------- | ---------- | ---------- | ---------- |
| Hozmann Szonja | Összetett   | nem ért célba          | nem ért célba          | kiesett    | kiesett    | kiesett    | kiesett    |
| Majtényi Hanna | Összetett   | 54,67                  | 27.                    | 54,78      | 21.        | 1:49,45    | 23.        |

Vegyes
| Versenyző                                             | Versenyszám | Nyolcaddöntő           | Negyeddöntő       | Elődöntő          | Döntő             | Helyezés |
| Versenyző                                             | Versenyszám | Ellenfél Eredmény      | Ellenfél Eredmény | Ellenfél Eredmény | Ellenfél Eredmény | Helyezés |
| ----------------------------------------------------- | ----------- | ---------------------- | ----------------- | ----------------- | ----------------- | -------- |
| Hozmann Szonja Majtényi Hanna Nagy Bence Tausz András | Vegyes      | Svédország (SWE) V 1–3 | kiesett           | kiesett           | kiesett           | 9.       |

## Gyorskorcsolya
Versenyző adatai:
| Név                  | Kor (2023. január 12. szerint)  | Születési hely | Egyesület                 | Felsőoktatási tanintézet                       |
| Bödei Bálint         | 2003. július 8. (19 évesen)     | –              | Savaria Speedskating Team | Debreceni Egyetem                              |
| Bejczi Botond Balázs | 1999. szeptember 6. (23 évesen) | Szombathely    | Savaria Speedskating Team | Debreceni Egyetem                              |
| Mercs Abigél         | 2003. május 9. (19 évesen)      | –              | Savaria Speedskating Team | Budapesti Műszaki és Gazdaságtudományi Egyetem |
| Füzesy Ilka          | 2003. október 16. (19 évesen)   | –              | TTKE                      | Budapesti Gazdaságtudományi Egyetem            |

Férfi
| Versenyző     | Versenyszám | Eredmény | Helyezés |
| ------------- | ----------- | -------- | -------- |
| Bejczi Botond | 500 m       | 37,55    | 17.      |
| Bejczi Botond | 1000 m      | 1:15,51  | 16.      |
| Bejczi Botond | 1500 m      | 1:53,63  | 11.      |
| Bejczi Botond | 5000 m      | 7:25,45  | 17.      |
| Bödei Bálint  | 500 m       | 38,26    | 20.      |
| Bödei Bálint  | 1000 m      | 1:17,87  | 24.      |
| Bödei Bálint  | 1500 m      | 1:58,57  | 27.      |
| Bödei Bálint  | 5000 m      | 7:21,79  | kizárták |

Női
| Versenyző    | Versenyszám | Eredmény | Helyezés |
| ------------ | ----------- | -------- | -------- |
| Füzesy Ilka  | 500 m       | 43,65    | 25.      |
| Füzesy Ilka  | 1000 m      | 1:30,07  | 33.      |
| Füzesy Ilka  | 1500 m      | 2:23,70  | 34.      |
| Mercs Abigél | 500 m       | 44,41    | 28.      |
| Mercs Abigél | 1000 m      | 1:27,82  | 28.      |
| Mercs Abigél | 1500 m      | 2:13,69  | 25.      |
| Mercs Abigél | 3000 m      | 4:44,09  | 12.      |

Tömegrajtos
| Versenyző     | Versenyszám | Elődöntő | Elődöntő | Elődöntő | Döntő | Döntő   | Helyezés |
| Versenyző     | Versenyszám | Pont     | Idő      | Hely.    | Pont  | Idő     | Helyezés |
| ------------- | ----------- | -------- | -------- | -------- | ----- | ------- | -------- |
| Bejczi Botond | Férfi       |          |          |          | 3     | 9:15,75 | 8.       |
| Bödei Bálint  | Férfi       |          |          |          | 0     | 8:40,06 | 17.      |
| Mercs Abigél  | Női         |          |          |          | 7     | 9:58,88 | 5.       |

Csapatverseny
| Versenyző                  | Versenyszám | Negyeddöntő  | Negyeddöntő | Elődöntő     | Döntő                                  | Döntő    |
| Versenyző                  | Versenyszám | Ellenfél Idő | Hely.       | Ellenfél Idő | Ellenfél Idő                           | Helyezés |
| -------------------------- | ----------- | ------------ | ----------- | ------------ | -------------------------------------- | -------- |
| Mercs Abigél Bejczi Botond | Vegyes      |              |             |              | Dél-Korea (KOR) Norvégia (NOR) 3:16,40 | 7.       |

## Jégkorong
| #   | Poszt | Név                     | Kor (2023. január 12. szerint)  | Születési hely | Egyesület                     | Felsőoktatási tanintézet                      |
|     | K     | Praták Dávid Péter      | 2003. április 6. (19 évesen)    | –              | DVTK Jegesmedvék              | Eszterházy Károly Katolikus Egyetem           |
| 30. | K     | Sági Máté Péter         | 2000. november 3. (22 évesen)   | Dunaújváros    | UTE                           | Budapesti Corvinus Egyetem                    |
| 29. | K     | Tóth Károly Balázs      | 1999. március 14. (23 évesen)   | Budapest       | FEHA19                        | Magyar Testnevelési és Sporttudományi Egyetem |
| 6.  | H     | Erdély Botond (C)       | 1998. december 23. (24 évesen)  | Dunaújváros    | DAB                           | Magyar Testnevelési és Sporttudományi Egyetem |
| 5.  | H     | Farkas Botond           | 2001. augusztus 19. (21 évesen) | Jászberény     | FEHA19                        | Budapesti Gazdaságtudományi Egyetem           |
| 9.  | H     | Molnár Gergő            | 2003. február 10. (19 évesen)   | Székesfehérvár | DEAC                          | Debreceni Egyetem                             |
| 15. | H     | Sánta William Dániel    | 2003. május 27. (19 évesen)     | Szeged         | DVTK Jegesmedvék              | Óbudai Egyetem                                |
| 4.  | H     | Szabó Péter             | 2004. május 2. (18 évesen)      | Székesfehérvár | FEHA19                        | Magyar Testnevelési és Sporttudományi Egyetem |
| 8.  | H     | Tóth Péter Norbert      | 2003. december 28. (19 évesen)  | Budapest       | BJAHC                         | Budapesti Corvinus Egyetem                    |
| 13. | Cs    | Ádám Zsolt              | 2003. május 23. (19 évesen)     | Budapest       | BJAHC                         | Magyar Testnevelési és Sporttudományi Egyetem |
| 14. | Cs    | Alapi Márton            | 2004. március 19. (18 évesen)   | Székesfehérvár | FEHA19                        | Magyar Testnevelési és Sporttudományi Egyetem |
| 20. | Cs    | Banga Nándor Vilmos     | 2002. október 22. (20 évesen)   | Budapest       | Connecticut Jr. Rangers (USA) | Magyar Testnevelési és Sporttudományi Egyetem |
| 10. | Cs    | Csiszer Ádám            | 2002. május 23. (20 évesen)     | Miercurea Ciuc | Gyergyói HK                   | Magyar Testnevelési és Sporttudományi Egyetem |
| 16. | Cs    | Galántai Richárd Dániel | 2000. február 5. (22 évesen)    | –              | FTC-Telekom                   | Budapesti Corvinus Egyetem                    |
| 17. | Cs    | Komáromy Botond         | 2001. július 10. (21 évesen)    | Mór            | FTC-Telekom                   | Semmelweis Egyetem                            |
| 23. | Cs    | Kókai Máté              | 2003. február 20. (19 évesen)   | Debrecen       | DEAC                          | Debreceni Egyetem                             |
| 22. | Cs    | Kovács Sebestyén        | 2000. június 22. (22 évesen)    | Budapest       | UTE                           | Magyar Testnevelési és Sporttudományi Egyetem |
| 7.  | Cs    | Nagy Ákos               | 1999. december 13. (23 évesen)  | Miskolc        | FEHA19                        | Magyar Testnevelési és Sporttudományi Egyetem |
| 21. | Cs    | Pecsét Bálint           | 2001. április 16. (21 évesen)   | Miskolc        | DVTK Jegesmedvék              | Magyar Testnevelési és Sporttudományi Egyetem |
| 11. | Cs    | Pinczés Olivér          | 2000. május 23. (22 évesen)     | Budapest       | DAB                           | Zürichi Egyetem                               |
| 12. | Cs    | Vincze Gergő            | 1999. május 10. (23 évesen)     | Székesfehérvár | Gyergyói HK                   | Magyar Testnevelési és Sporttudományi Egyetem |

### Férfi
- Szövetségi edző: Vas Márton

Csoportkör
B csoport
| Hely. | Csapat                     | M | Gy | HGy | HV | V | G+ | G- | Gk  | P  | Továbbjutás |
| ----- | -------------------------- | - | -- | --- | -- | - | -- | -- | --- | -- | ----------- |
| 1.    | Egyesült Államok (USA) (R) | 5 | 4  | 0   | 0  | 1 | 41 | 7  | +34 | 12 | Elődöntő    |
| 2.    | Kazahsztán (KAZ)           | 5 | 4  | 0   | 0  | 1 | 34 | 7  | +27 | 12 | Elődöntő    |
| 3.    | Szlovákia (SVK)            | 5 | 3  | 0   | 1  | 1 | 27 | 11 | +16 | 10 |             |
| 4.    | Magyarország (HUN)         | 5 | 2  | 0   | 0  | 3 | 17 | 29 | −12 | 6  |             |
| 5.    | Dél-Korea (KOR)            | 5 | 1  | 1   | 0  | 3 | 18 | 28 | −10 | 5  |             |
| 6.    | Egyesült Királyság (GBR)   | 5 | 0  | 0   | 0  | 5 | 8  | 63 | −55 | 0  |             |

______
Forrás: Lake Placid 2023
(R) Rendező.
| 2023. január 11. 13:00 | Magyarország (HUN) | 0–4 (0–0, 0–2, 0–2) | Szlovákia (SVK) | Cheel Arena, Potsdam |

| Jegyzőkönyv | Jegyzőkönyv                        | Jegyzőkönyv | Jegyzőkönyv                     | Jegyzőkönyv                                                                    |
| ----------- | ---------------------------------- | ----------- | ------------------------------- | ------------------------------------------------------------------------------ |
|             | Tóth Károly Balázs Sági Máté Péter | Kapusok     | Michal Vojvoda Samuel Vyletelka | Játékvezetők: Terakado Goro Loic Ruprecht Vonalbírók: Choi Doyeon Hashimoto Go |
|             |                                    |             |                                 | Játékvezetők: Terakado Goro Loic Ruprecht Vonalbírók: Choi Doyeon Hashimoto Go |
| 12 perc     | Büntetések                         | 6 perc      |                                 | Játékvezetők: Terakado Goro Loic Ruprecht Vonalbírók: Choi Doyeon Hashimoto Go |
| 20          | Lövések                            | 38          |                                 | Játékvezetők: Terakado Goro Loic Ruprecht Vonalbírók: Choi Doyeon Hashimoto Go |

| 2023. január 13. 09:30 | Kazahsztán (KAZ) | 9–1 (5–0, 3–0, 1–1) | Magyarország (HUN) | Cheel Arena, Potsdam |

| Jegyzőkönyv | Jegyzőkönyv                        | Jegyzőkönyv | Jegyzőkönyv                   | Jegyzőkönyv                                                                        |
| ----------- | ---------------------------------- | ----------- | ----------------------------- | ---------------------------------------------------------------------------------- |
|             | Tóth Károly Balázs Sági Máté Péter | Kapusok     | Andrey Shutov Denis Karatayev | Játékvezetők: Johan Wedin Maris Locans Vonalbírók: Renars Davidonis Peter Jedlicka |
|             |                                    |             |                               | Játékvezetők: Johan Wedin Maris Locans Vonalbírók: Renars Davidonis Peter Jedlicka |
| 6 perc      | Büntetések                         | 20 perc     |                               | Játékvezetők: Johan Wedin Maris Locans Vonalbírók: Renars Davidonis Peter Jedlicka |
| 51          | Lövések                            | 11          |                               | Játékvezetők: Johan Wedin Maris Locans Vonalbírók: Renars Davidonis Peter Jedlicka |

| 2023. január 16. 13:00 | Dél-Korea (KOR) | 4–7 (1–3, 0–4, 3–0) | Magyarország (HUN) | Maxcy Hall, Potsdam |

| Jegyzőkönyv | Jegyzőkönyv             | Jegyzőkönyv | Jegyzőkönyv                        | Jegyzőkönyv                                                                         |
| ----------- | ----------------------- | ----------- | ---------------------------------- | ----------------------------------------------------------------------------------- |
|             | Bae Sangwon Lee Jungmin | Kapusok     | Tóth Károly Balázs Sági Máté Péter | Játékvezetők: Terakado Goro Walker Holton Vonalbírók: Hashimoto Go Watanabe Tatsuki |
|             |                         |             |                                    | Játékvezetők: Terakado Goro Walker Holton Vonalbírók: Hashimoto Go Watanabe Tatsuki |
| 10 perc     | Büntetések              | 16 perc     |                                    | Játékvezetők: Terakado Goro Walker Holton Vonalbírók: Hashimoto Go Watanabe Tatsuki |
| 31          | Lövések                 | 18          |                                    | Játékvezetők: Terakado Goro Walker Holton Vonalbírók: Hashimoto Go Watanabe Tatsuki |

| 2023. január 17. 09:30 | Magyarország (HUN) | 8–3 (3–0, 3–0, 2–3) | Egyesült Királyság (GBR) | Maxcy Hall, Potsdam |

| Jegyzőkönyv | Jegyzőkönyv                        | Jegyzőkönyv | Jegyzőkönyv | Jegyzőkönyv                                                                  |
| ----------- | ---------------------------------- | ----------- | ----------- | ---------------------------------------------------------------------------- |
|             | Sági Máté Péter Praták Dávid Péter | Kapusok     |             | Játékvezetők: Johan Wedin Mikhail Stupak Vonalbírók: Choi Boyoung Sean Hagen |
|             |                                    |             |             | Játékvezetők: Johan Wedin Mikhail Stupak Vonalbírók: Choi Boyoung Sean Hagen |
| 40 perc     | Büntetések                         | 12 perc     |             | Játékvezetők: Johan Wedin Mikhail Stupak Vonalbírók: Choi Boyoung Sean Hagen |
| 38          | Lövések                            | 28          |             | Játékvezetők: Johan Wedin Mikhail Stupak Vonalbírók: Choi Boyoung Sean Hagen |

| 2023. január 19. 09:30 | Egyesült Államok (USA) | 9–1 (2–0, 5–0, 2–1) | Magyarország (HUN) | Cheel Arena, Potsdam |

| Jegyzőkönyv | Jegyzőkönyv                | Jegyzőkönyv | Jegyzőkönyv                        | Jegyzőkönyv                                                                          |
| ----------- | -------------------------- | ----------- | ---------------------------------- | ------------------------------------------------------------------------------------ |
|             | Dysen Skinner Evan Ruschil | Kapusok     | Sági Máté Péter Praták Dávid Péter | Játékvezetők: Johan Wedin Maris Locans Vonalbírók: Dominik Schlegel Renars Davidonis |
|             |                            |             |                                    | Játékvezetők: Johan Wedin Maris Locans Vonalbírók: Dominik Schlegel Renars Davidonis |
| 18 perc     | Büntetések                 | 20 perc     |                                    | Játékvezetők: Johan Wedin Maris Locans Vonalbírók: Dominik Schlegel Renars Davidonis |
| 67          | Lövések                    | 19          |                                    | Játékvezetők: Johan Wedin Maris Locans Vonalbírók: Dominik Schlegel Renars Davidonis |

| Csapat             | Helyezés |
| ------------------ | -------- |
| Magyarország (HUN) | 8.       |

## Műkorcsolya
Versenyző adatai:
| Név                 | Kor (2023. január 12. szerint)   | Születési hely | Egyesület                   | Felsőoktatási tanintézet      |
| Lucy Joanna Hancock | 2002. december 10. (20 évesen)   | Rotherham      | Hoffmann Korcsolya Akadémia | Westchester Community College |
| Ilias Fourati       | 1998. szeptember 23. (24 évesen) | Johnson City   | Hoffmann Korcsolya Akadémia | New York University           |
| Berei Mózes József  | 2004. február 24. (18 évesen)    | Dunaújváros    | Pavuk SE                    | New York University           |

| Versenyző                         | Versenyszám  | Rövidprogram / Ritmustánc | Rövidprogram / Ritmustánc | Szabadprogram / Szabadtánc | Szabadprogram / Szabadtánc | Összesítés | Összesítés |
| Versenyző                         | Versenyszám  | Pont                      | Hely.                     | Pont                       | Hely.                      | Pont       | Helyezés   |
| --------------------------------- | ------------ | ------------------------- | ------------------------- | -------------------------- | -------------------------- | ---------- | ---------- |
| Berei Mózes József                | Férfi egyéni | 58,90                     | 21.                       | 83,76                      | 24.                        | 142,66     | 24.        |
| Lucy Joanna Hancock Ilias Fourati | Jégtánc      | 52,17                     | 11.                       | 78,94                      | 11.                        | 131,11     | 12.        |

## Rövidpályás gyorskorcsolya
Versenyző adatai:
| Név              | Kor (2023. január 12. szerint) | Születési hely | Egyesület | Felsőoktatási tanintézet            |
| Bontovics Balázs | 2002. április 4. (20 évesen)   | –              | MTK       | Budapesti Gazdaságtudományi Egyetem |

Férfi
| Versenyző        | Versenyszám | Selejtező | Selejtező | Előfutam | Előfutam | Negyeddöntő | Negyeddöntő | Elődöntő | Elődöntő | B döntő | B döntő | Döntő   | Döntő   | Helyezés |
| Versenyző        | Versenyszám | Idő       | Hely.     | Idő      | Hely.    | Idő         | Hely.       | Idő      | Hely.    | Idő     | Hely.   | Idő     | Hely.   | Helyezés |
| ---------------- | ----------- | --------- | --------- | -------- | -------- | ----------- | ----------- | -------- | -------- | ------- | ------- | ------- | ------- | -------- |
| Bontovics Balázs | 500 m       | 42,166    | 4.        | kiesett  | kiesett  | kiesett     | kiesett     | kiesett  | kiesett  | kiesett | kiesett | kiesett | kiesett | 31.      |
| Bontovics Balázs | 1000 m      | 1:28,257  | 3.        | 1:28,766 | 3.       | 1:28.712    | 3.          | kiesett  | kiesett  | kiesett | kiesett | kiesett | kiesett | 14.      |
| Bontovics Balázs | 1500 m      |           |           |          |          | 2:25,875    | 3.          | 2:18,102 | 6.       | kiesett | kiesett | kiesett | kiesett | 18.      |